# Kuhl (Einheit)
Kuhl, auch Kul, war ein russisches Volumen- und Getreidemaß.
- 1 Kuhl/Sack = 10 Tschetwerik = 12260 Pariser Kubikzoll = 243 Liter
- 1 Kuhl = 5 Pajock (1 P. = 48 3⁄5 Liter)
- 1 Tonne = 10 Kuhl
- Region Rybinsk (Angaben in preuß. Lot):
  - Buchweizengrütze 1 Kuhl = 143 Pfund 10 Lot
  - Hafer 1 Kuhl = 192 Pfund 14 Lot
  - Roggen 1 Kuhl = 294 Pfund 25 Lot
  - Weizen 1 Kuhl = 327 Pfund 18 Lot
  - Weizenmehl 1 Kuhl = 163 Pfund 24 Lot